# Osterwieck
Osterwieck er en by i landkreis Harz i den tyske delstat Sachsen-Anhalt. Osterwieck ligger ved floden Ilse lidt nord for Wernigerode og Harzenbjergene. Den gamle del af byen tiltrækker mange turister.